# Sportdigital1+
Sportdigital1+ (bis 31. Dezember 2024: sport1+, bis 18. Juli 2013: SPORT1+) ist ein Pay-TV-Sender der Sportdigital.tv Sende- und Produktions GmbH aus Hamburg. Er gehörte bis 31. Dezember 2024 der Sport1 Medien AG. Der Sender ist am 4. Oktober 2010 sowohl in einer SD- als auch in einer HD-Variante gestartet.

## Geschichte
Am 4. Oktober 2010 startete mit leichter Verzögerung der Pay-TV-Ableger von Sport1, der anfangs nur bei Kabel BW (4. Oktober 2010), Unitymedia (5. Oktober 2010) und Kabel Deutschland (9. November 2010) in SD und HD zu empfangen war und inzwischen auch in Österreich und der Schweiz zu empfangen ist. Seit dem 15. Oktober ist der Sender für 60 Euro im Jahr auch via Live-Stream über das Internet zu buchen. Gezeigt werden unter anderem 85 zusätzliche Spiele der Handball-Bundesliga, mehr Fußballspiele live (Ligue 1, Jupiler Pro League, EFL Championship, Copa Libertadores, Copa Sudamericana), die Basketball-Bundesliga live, Tennis der ATP-Tour (Erste Bank Open) und der WTA-Tour (WTA Cincinnati), Motorsport (u. a. FIM-Speedway, die Rennen des ADAC Masters Weekend ohne Werbeunterbrechungen, die Rennen des Porsche Supercup) und die Eishockey-Weltmeisterschaft. Die MLB und die NHL, für die Sport1 US über das Jahr 2018 hinaus Rechte erworben hatte, werden seit dem 24. Januar 2019 bei Sport1+ gezeigt. In den Spielzeiten 2023 und 2024 zeigt Sport1+ alle Spiele der American-Football-Liga XFL. Das Sportangebot soll noch erweitert werden und alle Sport1-Rechte optimal ausnutzen (z. B. wenn Sport1 Sportübertragungen nicht komplett zeigen kann). Der Simultancast-Betrieb von Sport1+ HD startete am 5. Oktober 2010 bei Unitymedia. Am 10. November folgte die Einspeisung bei Kabel Deutschland, seit dem 1. Dezember 2010 ist er auch bei Kabel BW und Entertain zu empfangen. Seit Mai 2011 ist Sport1+ zudem über die Kabelnetze von UPC Austria und upc cablecom auch in Österreich und in der Schweiz empfangbar. Am 11. Juni 2012 wurde bekannt, dass der deutsche Pay-TV-Anbieter Sky plant, den Sender Sport1+ HD am 2. August 2012 ins Portfolio zu übernehmen. Der Sender ist mit der HD-Option und einem der Premiumpakete Sky Fußball Bundesliga oder Sky Sport zu empfangen. Mit Wirkung vom 28. Juni 2018 wurde der Sender bei Sky abgeschaltet. Seit dem 6. November 2019 ist er dort gegen zusätzliches Entgelt wieder buchbar.
Seit dem 1. Januar 2025 sind die ehemaligen Sender der Sport1 Medien Sport1+ und eSports1 im Besitz von Sportdigital. Aufgrund dessen wurde der Sender in Sportdigital1+ umbenannt.

## Empfang
via Kabel u. a. bei: Vodafone Deutschland, Magenta Telekom, Sunrise

via Satellit: über Sky, HD+

via IPTV: über MagentaTV, Vodafone TV, Zattoo, Waipu.tv, im Livestream

## Senderlogos

Logo von Sport1+ bis 18. Juli 2013
Logo des HD-Ablegers bis 18. Juli 2013
Logo von Sport1+ bis 31. Dezember 2024
Logo des HD-Ablegers bis 31. Dezember 2024
Logo seit 1. Januar 2025